# موزه ولایت بلخ
موزه ولایت بلخ یک موزه واقع در بلخ افغانستان است. این موزه قبلاً دومین موزه بزرگ کشور بود، اما مجموعه آثار آن در دوران اخیر دچار غارت شده‌است.
این موزه از ساختمانی مشترکی که با یک کتابخانه مذهبی دارد به موزه مسجد کبود نیز معروف است. این موزه ویرانه‌های باستانی بلخ، کلکسیون آثار هنری اسلامی از جمله قرآن قرن سیزدهم و نمونه‌هایی از هنرهای تزئینی و مردمی افغانستان را به نمایش می‌گذارد.